# Myrsine fasciculata
Myrsine fasciculata là một loài thực vật thuộc họ Myrsinaceae đặc hữu của Polynésie thuộc Pháp.